# Mamiffer
Mamiffer ist eine US-amerikanische Post-Rock-/Drone-Band, gegründet von der aus Seattle stammenden Musikerin, Grafikerin und Photographin Faith Coloccia (u. a. ex-Everlovely Lightningheart und House of Low Culture).
Ursprünglich als Gastmusiker aufgetreten, wurde ihr Ehemann Aaron Turner (u. a. ex-Isis und House of Low Culture) schnell zum ständigen Bestandteil der Band. Mit den beiden spielen zahlreiche Gastmusiker, unter anderem Eyvind Kang und Don McGreavy (ex-Earth).

## Stil
Stilgebend bei Mamiffer ist das Piano, unterlegt durch Field Recordings, Tape Hiss, fragmentarischen Gesang, sowie Bassgitarre, E-Gitarre und Akustikgitarre und zahlreiche weitere Instrumente, vom Schlagzeug bis zum Cello. Die Gesamtkompositionen besitzen einen Ambient-Charakter und häufig Elemente des Drone. Da Mamiffer stark an musikalischer Grenzüberschreitung partizipieren, ist eine eindeutige stilistische Einordnung nicht möglich.

## Geschichte
Im Jahr 2008 veröffentlichten sie ihr erstes Album Hirror Enniffer auf Hydra Head Records, dessen Mitbegründer Aaron Turner ist.
Um mehr Kontrolle über ihr künstlerisches Schaffen zu erhalten, gründeten Turner und Coloccia im März 2011 ein neues Label namens SIGE. Das zweite Album Mare Decendrii, produziert von Randall Dunn (u. a. Sunn O)))), eine Livesplit mit Merzbow und House of Low Culture, und eine Split mit Oakeater waren bereits zuvor veröffentlicht worden. 2013 wurde eine Splitkassette mit dem Nebenprojekt House of Low Culture realisiert, unter dem Coloccia und Turner auch häufig auftreten.

## Diskografie
- 2008: Hirror Enniffer
- 2010: Uncrossing / Ice Mole (Split mit House of Low Culture)
- 2011: Iron Road II / Fake Witch (Split mit Oakeater)
- 2011: Dead Settlers / Kallikantzaros (Splitkassette mit Demian Johnston)
- 2011: Mare Decendrii
- 2011: Perverted Scripture / Silent Night (Splitkassette mit House of Low Culture)
- 2011: Lou Lou... in Tokyo (Split mit Merzbow und House of Low Culture)
- 2012: Bless Them That Curse You (Kollaborationsalbum mit Locrian)
- 2013: Enharmonic Intervals (for Paschen Organ) (Kollaborationsalbum mit Circle)
- 2014: Statu Nascendi
- 2015: Crater (Kollaborationsalbum mit Daniel Menche)
- 2016: The World Unseen
- 2019: The Brilliant Tabernacle